# La Main de Dante
La Main de Dante est le troisième roman de Nick Tosches. Il est inspiré par la Divine Comédie de Dante Alighieri.

## Adaptation cinématographique
Johnny Depp, avec sa société de production Infinitum Nihil (en), a acquis les droits d'adaptation cinématographique du roman dont il s'était depuis longtemps déclaré fan.
En 2023, le cinéaste et peintre américain Julian Schnabel annonce tourner une adaptation cinématographique du livre avec Oscar Isaac, Gal Gadot, Jason Momoa et Gerard Butler au casting.